# Eurychoria trajecta
Eurychoria trajecta là một loài bướm đêm trong họ Geometridae.